# Ruy-Montceau
Ruy-Montceau ist eine französische Gemeinde mit 4771 Einwohnern (Stand: 1. Januar 2022) im Département Isère in der Region Auvergne-Rhône-Alpes. Sie gehört zum Arrondissement La Tour-du-Pin und zum Kanton Bourgoin-Jallieu.

## Geografie
Ruy liegt im Tal des Flusses Bourbre, der die Gemeinde zum Süden hin begrenzt. Umgeben wird Ruy von den Nachbargemeinden Saint-Savin im Norden, Montcarra im Nordosten, Rochetoirin im Osten, Cessieu im Süden und Südosten, Sérézin-de-la-Tour im Süden, Nivolas-Vermelle im Südwesten sowie Bourgoin-Jallieu im Westen und Nordwesten.
Durch die Gemeinde führt die Autoroute A43 von Lyon nach Italien. 

## Bevölkerungsentwicklung
| Jahr                       | 1962 | 1968 | 1975 | 1982 | 1990 | 1999 | 2006 | 2017 |
| Einwohner                  | 1402 | 1526 | 2184 | 2619 | 3143 | 3762 | 3993 | 4529 |
| Quellen: Cassini und INSEE |      |      |      |      |      |      |      |      |

## Sehenswürdigkeiten
- Kirche Saint-Denys
- Kalvarienberg Notre-Dame-de-Bonne-Conduite

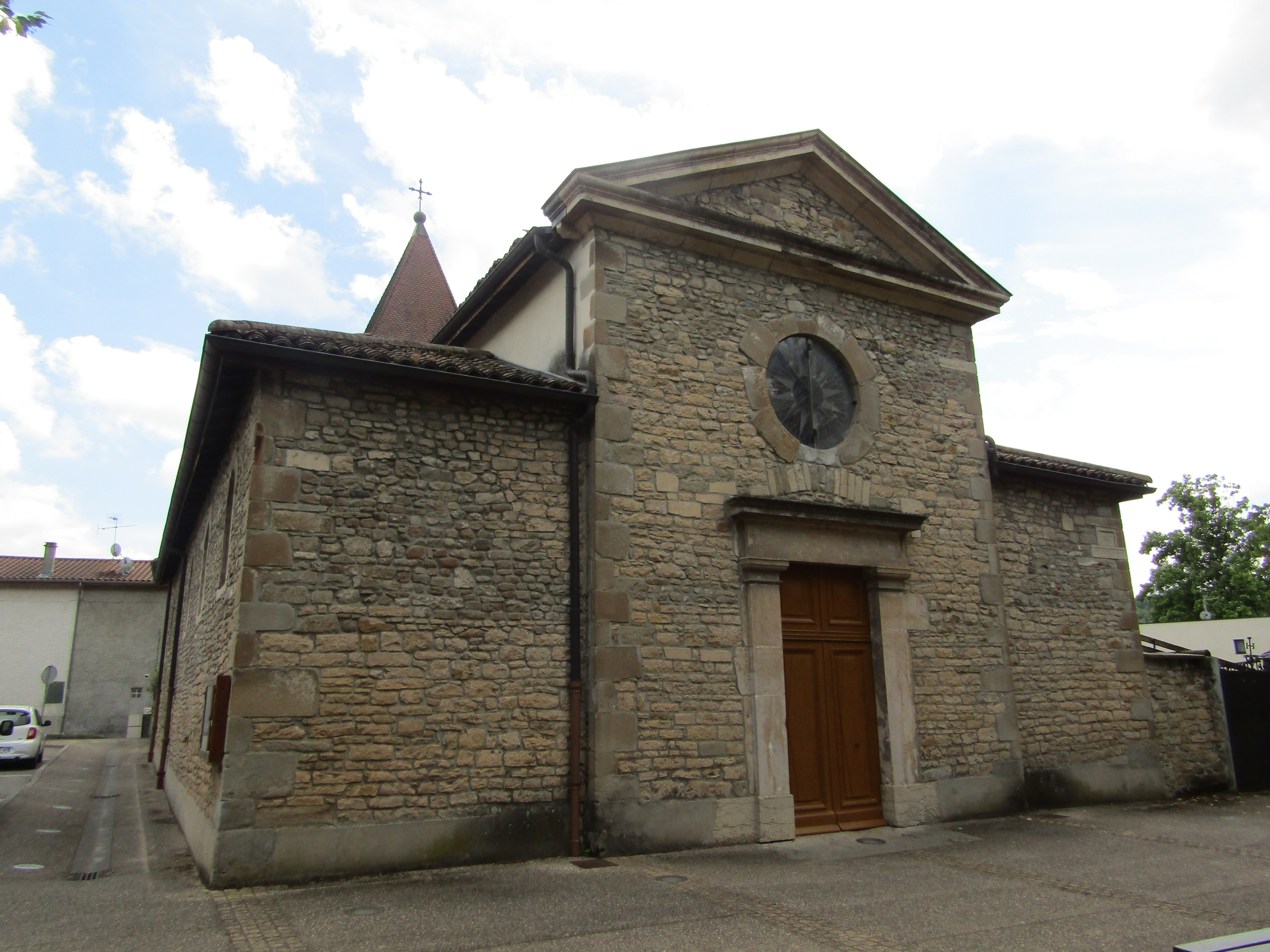
Kirche Saint-Denys

- Schloss Montceau